# Amanda McGrory

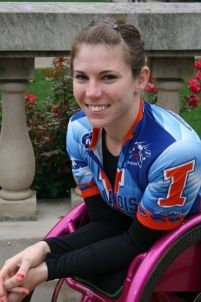
Amanda McGrory, 2010

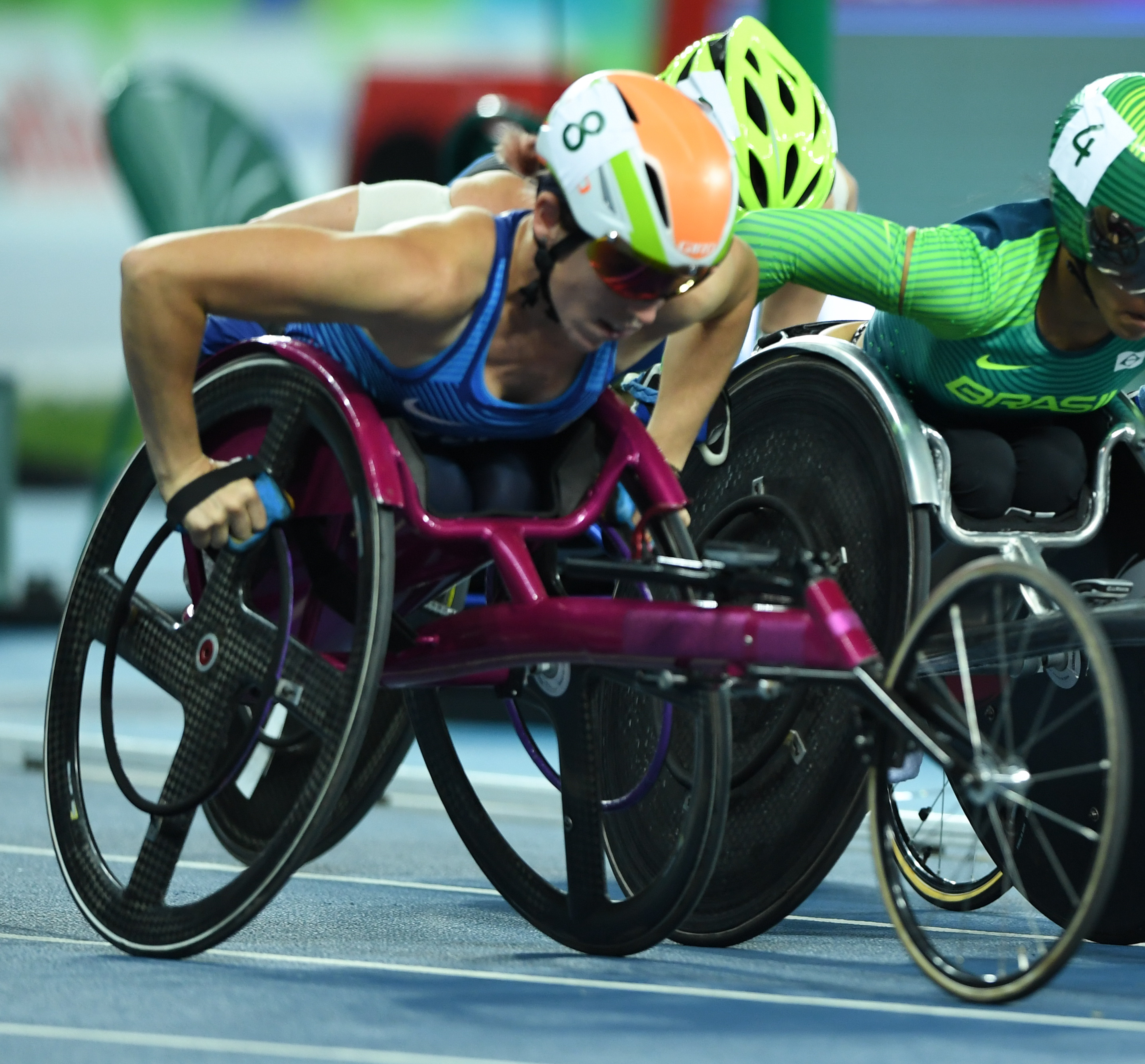
Amanda McGrory bei den 1500m wheel chair racers Paralympics Rio 2016

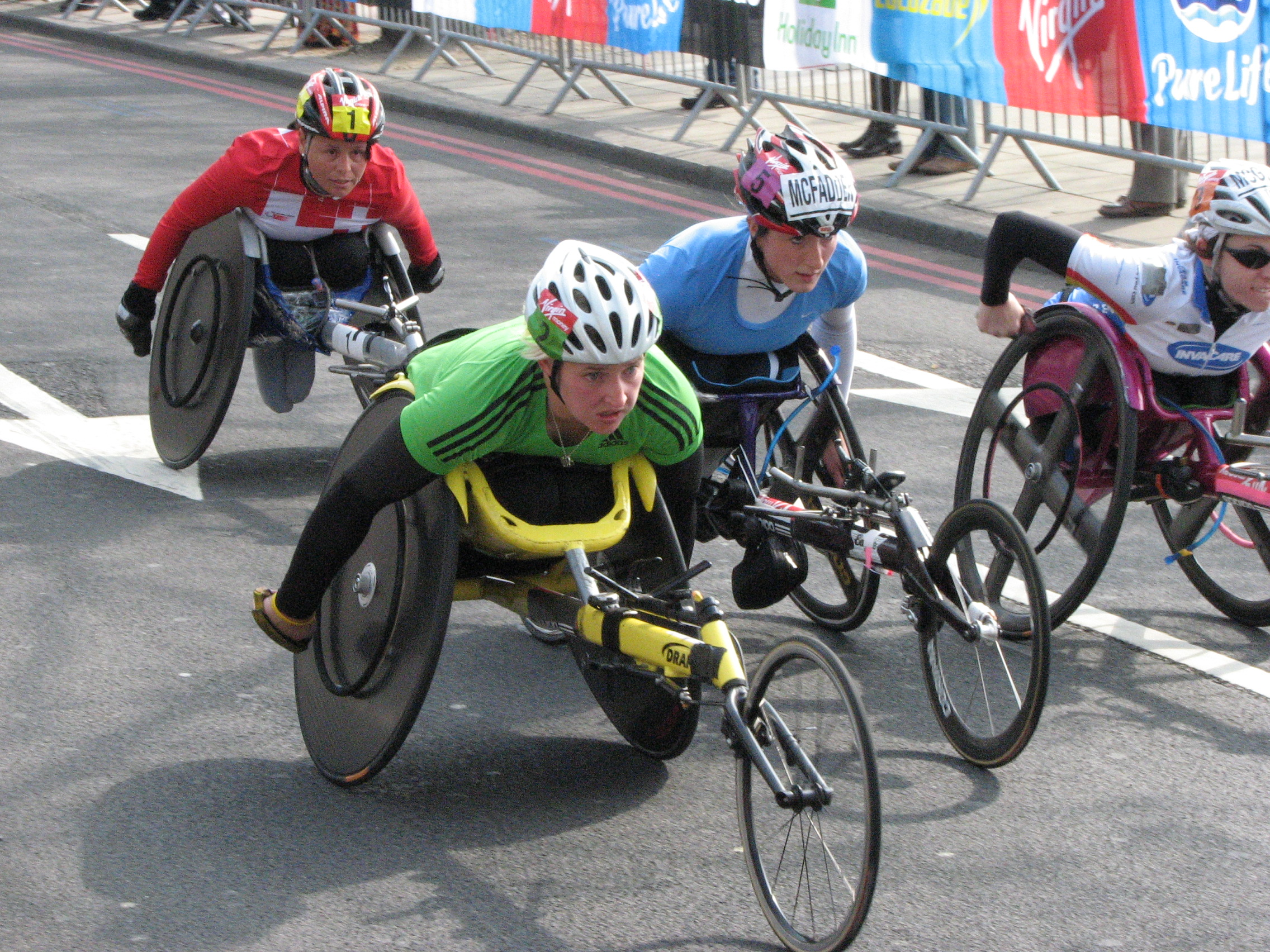
Rollstuhl-Marathon der Frauen, London 2011 (von links nach rechts: Sandra Graf, Shelly Woods, Tatyana McFadden, Amanda McGrory)

Amanda McGrory (* 9. Juni 1986 in Chester (Pennsylvania), USA) ist eine US-amerikanische Rollstuhlsportlerin und siebenmalige paralympische Medaillengewinnerin.

## Leben
McGrory erhielt im Alter von fünf Jahren eine Allergieimpfung und sie erkrankte an transversaler Myelitis, die zu einer Querschnittslähmung führte. Sie besuchte die Unionville High School in Kennett Square und studierte an der University of Illinois. 2010 erhielt sie dort einen Bachelor-Abschluss in Psychologie und nach Wiederaufnahme des Studiums 2016 erwarb sie 2018 einen Master of Information Science.
Sie arbeitet hauptberuflich als Archivarin und Sammlungskuratorin am United States Olympic & Paralympic Museum. Sie hält Vorträge in Schulen und unterstützt Spendenaktionen, die bei den Ausrüstungskosten für Para-Athleten helfen sollen.

## Sportliche Karriere
1997 besuchte McGrory in Pennsylvania ein Variety Club Camp für Kinder mit körperlicher Beeinträchtigung und begann danach Rennen zu fahren. Während ihres Studiums an der University of Illinois at Urbana-Champaign spielte sie Rollstuhlbasketball und trat im Leichtathletikteam an.
2006, 2011, 2013, 2015, 2017 und 2019 nahm sie an den Leichtathletik-Weltmeisterschaften teil und gewann 2006 den New York City Marathon. 2009 gewann sie den  London-Marathon, 2011 gewann sie den London- und Paris-Marathon im Abstand von nur einer Woche und gewann die Bronzemedaille beim IPC-Leichtathletik-Weltmeisterschafts-Marathon. Bis 2019 gewann sie bei den Weltmeisterschaften 13 Medaillen (3 Gold, 5 Silber, 5 Bronze).
McGrory gewann während der Sommer-Paralympics 2008 in Peking vier Medaillen: Gold über 5000 Meter, Silber im Marathon und Bronze sowohl in der 800-Meter- als auch in der 4-mal-100-Meter-Staffel. Sie nahm an fünf Veranstaltungen bei den Sommer-Paralympics 2016/Leichtathletik in Rio de Janeiro teil und holte drei Medaillen. Sie gewann Silber über 1500 Meter, zwei Tage später Bronze über 5000 Meter und am letzten Wettkampftag noch einmal Bronze im Marathon. Bei den Paralympischen Spielen gewann sie bis 2016 7 Medaillen (1 Gold, 3 Silber, 3 Bronze).
2018 nahm sie verletzungsbedingt ein Jahr nicht an Wettkämpfen teil. Beim Berlin-Marathon 2019 in Deutschland errang sie den 2. Platz für die University of Illinois.